# Jonas Brothers World Tour 2009

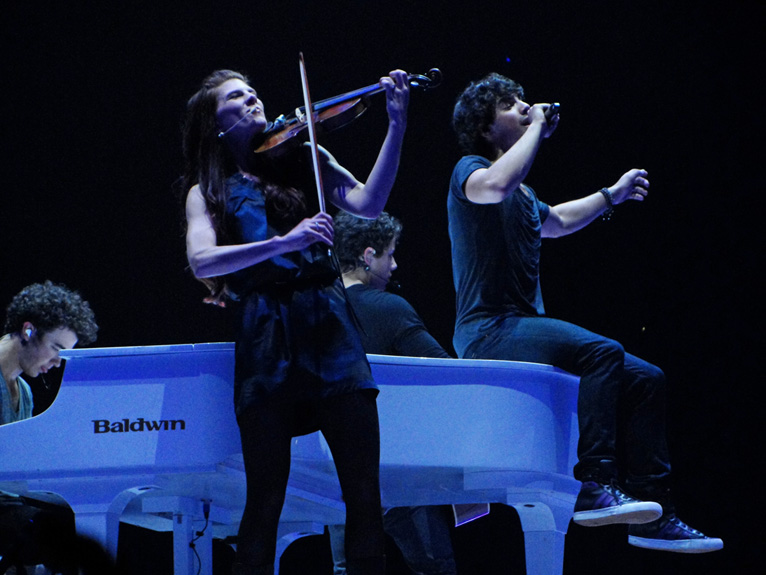
Imatge de la Gira dels Jonas Brothers.

La Jonas Brothers World Tour 2009 va ser la sisena gira de concerts, i més recent dels Jonas Brothers. Va començar el 18 de maig de 2009. Els Jonas Brothers jugat en diversos continents al voltant del món. Va ser la seva tercera gira com a cap de cartell fins ara. Societat d'Honor va ser un acte d'obertura, amb Jordin Sparks com a convidat especial. La gira coincideix amb el llançament del seu quart àlbum d'estudi Lines, Vines and Trying Times el qual va ser llançat el 16 de juny de 2009. Va guanyar el Premi de la Eventful Fans 'Choice Awards 2009 en el Billboard Touring. La gira es va convertir en el sisè més alt de venda en concerts de 2009, després de Britney Spears, Beyoncé Knowles, Madonna, U2 i Miley Cyrus.

## Actes d'obertura
| Demi Lovato |
| --- |
| 1. La La Land 2. Gonna Get Caught 3. Until You're Mine 4. Trainwreck 5. Party 6. Two Worlds Collide 7. Catch Me 8. On The Line 9. Don't Forget 10. Remember December 11. Here We Go Again 12. Get Back |

| Jordin Sparks |
| --- |
| 1. One Step at a Time 2. Young and In Love 3. Walking On Snow 4. S.O.S. (Let the Music Play) 5. Tattoo 6. No Air 7. Battlefield |

| Wonder Girls'                                                                                  |
| ---------------------------------------------------------------------------------------------- |
| 1. Over You 2. Nobody Has To Know 3. See U In The Dark 4. Full Moon Crazy 5. Where Are You Now |

| Jacopo Sarno                                                                                             |
| --- |
| 1. Anche a Primavera 2. E' Tardi 3. In Ogni Attimo 4. Non So Volare 5. Vent'anni 6. Ho Voglia di Vederti |

## Llista de cançons
| Amèrica del sud |
| --- |
| 1. That's Just The Way We Roll 2. Shelf 3. Hold On 4. BB Good 5. Goodnight and Goodbye 6. Video Girl 7. Gotta Find You 8. This Is Me 9. A Little Bit Longer 10. Paranoid 11. Lovebug 12. Tonight 13. Year 3000 14. When You Look Me In The Eyes 15. Play My Music 16. S.O.S. 17. Burnin' Up |

| Amèrica del Nord |
| --- |
| 1. Paranoid 2. Poison Ivy 3. Live To Party 4. Play My Music 5. That's Just The Way We Roll 6. Fly With Me 7. A Little Bit Longer 8. Much Better 9. Year 3000 10. Tonight 11. Gotta Find You 12. Turn Right 13. When You Look Me In The Eyes 14. Don't Close The Book (on certain dates with Honor Society) 15. Sweet Caroline (Neil Diamond Cover) 16. Hold On 17. BB Good 18. World War III 19. Battlefield (duet with Jordin Sparks) 20. Lovebug 21. SOS 22. Burnin' Up |

| Amèrica del Nord (ordre alternatiu) |
| --- |
| 1. Paranoid 2. That's Just The Way We Roll 3. Poison Ivy 4. Hold On 5. Play My Music 6. Fly With Me 7. Black Keys / A Little Bit Longer 8. Much Better 9. Year 3000 10. Small part of Black Eyed Peas' "I Gotta Feeling" which leads into... 11. Tonight 12. Gotta Find You 13. This is Me featuring Demi Lovato (special guest in Toronto) 14. Turn Right 15. When You Look Me In The Eyes 16. Sweet Caroline (Neil Diamond cover) 17. Live to Party 18. BB Good 19. World War III 20. Battlefield - Jordin Sparks w/ Jonas Brothers 21. Lovebug 22. SOS 23. Burnin' Up |

| Puerto Rico |
| --- |
| 1. Paranoid 2. That's Just The Way We Roll 3. Poison Ivy 4. Hold On 5. Play My Music 6. Just Friends 7. Fly With Me 8. Black Keys / A Little Bit Longer 9. Shelf 10. Year 3000 11. Gotta Find You 12. Can't Have You 13. Before The Storm (Solo Version) 14. Video Girl 15. Pushin' Me Away 16. BB Good 17. Lovebug 18. When You Look Me In The Eyes 19. SOS 20. Burnin' Up |

| Europa (mes de juny) |
| --- |
| 1. Paranoid 2. Poison Ivy 3. Shelf 4. Hold On 5. BB Good 6. Play My Music 7. That's Just The Way We Roll 8. Much Better 9. Fly With Me 10. Gotta Find You 11. This Is Me 12. A Little Bit Longer 13. I'm Gonna Getcha Good 14. Turn Right 15. Still In Love With You 16. Tonight 17. Year 3000 18. When You Look Me in the Eyes 19. Hello Beautiful 20. World War III 21. Lovebug 22. Burnin' Up - Encore: 1. Before The Storm 2. Live To Party 3. SOS |

| Europa (mes de novembre) |
| --- |
| 1. Paranoid 2. That's Just The Way We Roll 3. Poison Ivy 4. Hold On 5. Play My Music 6. Fly With Me 7. Black Keys / A Little Bit Longer 8. Much Better 9. Year 3000 10. Small part of Black Eyed Peas' "I Gotta Feeling" which leads into... 11. Tonight 12. Gotta Find You 13. Turn Right 14. When You Look Me In The Eyes 15. Sweet Caroline (cover) 16. Video Girl 17. BB Good 18. Still In Love With You 19. Lovebug 20. SOS 21. Burnin' Up |